# Aloer
L'aloer era el propietari d'un alou lliure i franc, exempt de qualsevol tipus de pagament o càrrega senyorial.
La majoria de pagesos aloers dels comtats catalans posseïen les terres per aprisió, un antic dret visigòtic que donava la propietat d'una terra erma o del fisc a qui la conreava de bell nou durant trenta anys.
El sistema alodial va ser emprat pels comtes per repoblar els territoris de frontera, difícils i inestables políticament.
Els pagesos aloers eren força comuns a la Gòtia al principi de l'edat mitjana, però a mesura que avançà el segle xi i augmentà la violència i la pressió dels senyors feudals, les terres esdevingueren tinences senyorials.
Amb l'avenç cap a la Catalunya Nova va augmentar el nombre d'aloers en les terres de conquesta, afavorits amb les cartes de poblament i les franqueses.